# Cryptocarya polyneura
Cryptocarya polyneura är en lagerväxtart som först beskrevs av André Joseph Guillaume Henri Kostermans, och fick sitt nu gällande namn av Van der Werff. Cryptocarya polyneura ingår i släktet Cryptocarya och familjen lagerväxter. Inga underarter finns listade i Catalogue of Life.